# Parafia Ewangelicko-Augsburska w Zielonej Górze
Parafia Ewangelicko-Augsburska w Zielonej Górze – parafia luterańska w Zielonej Górze, należąca do diecezji wrocławskiej. Mieści się przy ulicy Kazimierza Wielkiego. Posiada kaplice filialne w Kożuchowie i Nowej Soli.

## Historia
Początki polskiej parafii ewangelickiej w Zielonej Górze sięgają 1946, kiedy do miasta przybył ks. Karol Świtalski, następnie pracę tam rozpoczął ks. Jan Zajączkowski. 13 października 1948 ks. Zajączkowski poprowadził pierwsze nabożeństwo, po którym postanowiono o powołaniu parafii i wybrano radę parafialną. Powstanie nowej jednostki zostało zatwierdzone 4 listopada 1948 przez Konsystorz Kościoła Ewangelicko-Augsburskiego w RP, parafia weszła w skład diecezji wrocławskiej.
5 września 1949 na skutek porozumienia ze zborem Kościoła Chrześcijan Baptystów w Zielonej Górze, ewangelicy uzyskali możliwość korzystania z kaplicy baptystycznej położonej przy ul. Długiej. 16 lutego 1950 parafię włączono w skład diecezji wielkopolskiej.
Nabożeństwa w kaplicy odbywały się do 15 czerwca 1950, kiedy czynności duszpasterskie przeniesiono do pozyskanego w dniu 10 maja 1950 dawnego kościoła staroluterańskiego. W okresie tym parafia liczyła ponad 500 wiernych. Pierwsze nabożeństwo w nowej świątyni miało miejsce 29 czerwca 1950.
Od 1950 zbór czynił działania zmierzające do odzyskania budynku plebanii, do czego doszło 23 października 1964, jednak ze względu na jej stan techniczny postanowiono o rozbiórce obiektu.
W czerwcu 1952 parafia zielonogórska powróciła pod administrację diecezji wrocławskiej.
W 1955 założony został chór parafialny, którym dyrygowała Małgorzata Łozińska. Występował zarówno podczas nabożeństw, jak i koncertował w pobliskich parafiach. Do jego rozwiązania doszło po 1961.
30 września 1960 sprawowanie stanowiska proboszcza zakończył ks. Zajączkowski. Nowym duszpasterzem został z dniem 1 października 1960 ks. Gustaw Broda, dojeżdżający początkowo ze Szczecina w wyniku problemów lokalowych. 17 lutego 1962 parafii zostały przydzielone przez miasto mieszkanie dla proboszcza. Ksiądz Broda pełnił urząd do 31 sierpnia 1965.
W początku lat 60. do zielonogórskiej parafii należały następujące filiały:
- Nowa Sól - włączony 20 maja 1962 na skutek przekształcenia nowosolskiej parafii ewangelickiej założonej 15 sierpnia 1948 przez ks. Jana Zajączkowskiego.
- Barcikowice - w miejscowej kaplicy odbywały się nabożeństwa dla wiernych zamieszkałych we wsi Aleksandrów w latach 1962-1963.
- Kożuchów - utworzony 16 października 1963 z dawnej parafii w Kożuchowie istniejącej od 1950. Początkowo nabożeństwa odbywały się w Kościele Łaski w Kożuchowie, od 1953 w kościele przy zamku, a następnie w kaplicy miejscowego domu parafialnego.
- Głogów - filiał powstały w 16 października 1963 poprzez likwidację parafii założonej w 1953.
- Sieroszowice - nabożeństwa sprawowano w latach 1964-1965 w domu prywatnym.

Od 1961 proboszcz z Zielonej Góry obsługiwał również parafię w Gorzowie Wielkopolskim oraz jej filiał w Międzyrzeczu, w którym nabożeństwa sprawowano w kaplicy należącej do parafii ewangelicko-metodystycznej.
Następnym proboszczem został 1 września 1965 ks. Edward Busse. Skupiał się on na pracach remontowych oraz budowie nowych obiektów. W 1969 miała miejsce pierwsza ewangelizacja diecezjalna w parafii. 16 lipca 1970 podpisano umowę o budowie plebanii, ukończonej w listopadzie 1973. W kwietniu 1974 miał miejsce pierwszy w historii parafii diecezjalny zjazd młodzieży w Zielonej Górze.
Filiał w Głogowie z dniem 1 stycznia 1976 przeszedł pod administrację parafii w Legnicy.
15 września 1976 doszło do objęcia stanowiska proboszcza przez ks. Józefa Pośpiecha. Od 1 stycznia 1977 objęto opieką duszpasterską parafię w Żarach wraz z należącym do niej filiałem w Żaganiu. Parafia zielonogórska posiadała wówczas filiały w Nowej Soli i Kożuchowie, a ks. Pośpiech administrował nadal parafią w Gorzowie Wielkopolskim i jej filią w Międzyrzeczu.
15 czerwca 1977 pozyskano chrzcielnicę będącą darem parafii w Karpaczu, wcześniej chrztów udzielano z naczyń liturgicznych. Pod koniec 1977 wyremontowano ławki w kościele oraz ambonę, a w budynku plebanii przygotowano pomieszczenie na kaplicę, gdzie sprawowane były nabożeństwa w okresie zimowym, jak również lekcje religii i nauczania konfirmacyjnego oraz inne spotkania. 10 marca 1979 wznowiono działanie zegara na wieży kościelnej.
Ksiądz Józef Pośpiech został 6 grudnia 1980 wybrany na seniora diecezji wrocławskiej i wprowadzony w urząd 31 maja 1981 przez biskupa Janusza Narzyńskiego podczas nabożeństwa w Zielonej Górze. Miasto stało się siedzibą diecezji wrocławskiej do 1994.
Żary otrzymały stałego duszpasterza 1 stycznia 1988, a w 1991 również parafia w Gorzowie Wielkopolskim, wskutek czego zakończono administrowanie tych jednostek z Zielonej Góry.
Proboszcz Józef Pośpiech zakończył pracę 25 czerwca 1994, wskutek czego administrowanie parafią w Zielonej Górze zostało przekazane proboszczowi parafii w Szczecinie, ks. Piotrowi Gasiowi. W pracy duszpasterskiej pomagał mu wikariusz ks. Dariusz Lik.

## Współczesność
Od 3 września 2022 stanowisko proboszcza parafii pełni ks. Marcin Rayss. Wcześniej, od 1994 do swojej śmierci w styczniu 2022 funkcję tę pełnił ks. Dariusz Lik. Nabożeństwa w kościele ewangelicko-augsburskim w Zielonej Górze odbywają się w każdą niedzielę oraz w święta, w 2024 średnia liczba uczestników nabożeństw wynosiła 40–50 osób.
Nabożeństwa w kaplicy filiału w Kożuchowie przy ul. Klasztornej 10 mają miejsce każdą pierwszą i trzecią niedzielę miesiąca.
W filiale w Nowej Soli nabożeństwa prowadzone są w drugą i czwartą niedzielę miesiąca oraz w święta, w okresie letnim ich miejscem jest kaplica cmentarna przy ul. Karola Miarki, natomiast od listopada do kwietnia odbywają się w kaplicy przy ul. Wrocławskiej 16A.